# Буврон (Мёрт и Мозель)
Бувро́н (фр. Bouvron) — коммуна во французском департаменте Мёрт и Мозель региона Лотарингия. Относится к  кантону Туль-Нор.	

## География
Буврон расположен в 50 км к югу от Меца и в 23 км к западу от Нанси. Соседние коммуны: Мениль-ла-Тур и Андийи на севере, Авренвиль на северо-востоке, Франшвиль на востоке, Брюле, Люсе и Ланье на юго-западе, 

## История
- На территории коммуны находятся следы галло-романского периода.

## Демография
Население коммуны на 2010 год составляло 244 человека.
| 1962 | 1968 | 1975 | 1982 | 1990 | 1999 | 2010 |
| ---- | ---- | ---- | ---- | ---- | ---- | ---- |
| 125  | 123  | 107  | 112  | 132  | 194  | 244  |

## Достопримечательности
- Руины замка XIII века: круглая угловая башня, круглая фланговая башня, арочный вход. Принадлежал графу де Бар, епископу Туля Рено де Сёнли. В настоящее время используется для сельскохозяйственных нужд.
- Фортифицированный дом XV века.
- Остатки траншей военного лагеря Туля.
- Церковь XVIII века.